# Djan Madruga
Pour les articles homonymes, voir Madruga.
Djan Garrido Madruga, dit Djan Madruga, né le 7 décembre 1958, est un nageur brésilien, spécialiste des courses de nage libre. Considéré comme l'un des meilleurs nageurs brésiliens de tous les temps et le meilleur nageur brésilien des années 1970. Il a été médaillé olympique, a battu le premier record olympique au Brésil et a réalisé le 2e meilleur temps de l'histoire du 800 mètres nage libre,,.
Il a atteint cinq finales des Jeux olympiques: aux Jeux olympiques d'été de 1976 à Montréal, il s'est classé quatrième au 400 mètres nage libre (3:57,18) et au 1 500 mètres nage libre (15:19,84); aux Jeux olympiques d'été de 1980 à Moscou, il s'est classé quatrième au 400 mètres nage libre (3:54,15), cinquième au 400 mètres quatre nages (4:26,81) et a remporté la médaille de bronze au 4 x 200 mètres nage libre (7:29.30), aux côtés de Jorge Fernandes, Marcus Mattioli et Cyro Delgado.

## Enfance
À 6 ans, Djan Madruga jouait habituellement sur la plage de Copacabana avec un ami. À la suite de sa quasi-noyade, son père Dirceu Madruga l'a inscrit à l'école de natation de l'Université fédérale de Rio de Janeiro (UFRJ) à Urca. Il voulait que son fils puisse jouer dans l'eau en toute sécurité, mais bientôt l'instructeur de Djan Madruga s'est rendu compte que le garçon avait un don pour la natation et l'a recommandé pour l'équipe Botafogo de Futebol e Regatas. Dans la catégorie petiz, il perfectionne sa technique dans tous les styles, notamment au dos crawlé où il décroche ses premières médailles.
Cependant, à 11 ans, Djan s'était découragé car ses adversaires l'avaient dépassé, et l'année suivante a été frustré lorsqu'il a perdu un sondage pour le championnat sud-américain. Djan a décidé de changer de club et a rejoint le Fluminense FC où il a commencé à travailler avec un nouvel entraîneur de natation. Sous la direction de Denir de Freitas, Djan aimait maintenant s'entraîner et une période de développements impressionnants a commencé, lorsqu'ils se sont concentrés sur les épreuves de distance.

## Carrière internationale

### 1973–75
En 1973, à l'âge de 15 ans, il a gagné une place dans l'équipe du Brésil qui a participé aux Championnats d'Amérique du Sud, à Medellin, en Colombie et l'année suivante, il a participé à la fois au Championnat canadien et à l'US Open, en Californie. La structure, l'échelle et les niveaux techniques ont été une surprise pour Djan Madruga, et il est retourné au Brésil déterminé à travailler dur pour revenir et gagner.
En 1975, alors qu'il participait à la IIIe Coupe latine de natation, à Las Palmas, en Espagne, il a réalisé un temps de 15: 56,20, devenant le premier Sud-Américain à nager le 1 500 mètres nage libre en moins de 16 minutes. Il s'est également qualifié pour participer aux Jeux olympiques de Montréal. La même année, il a participé aux Championnats du monde de natation 1975 à Cali. Au 1 500 mètres nage libre, il a mené la course jusqu'au 1 000 mètres, mais s'est ensuite fatigué et a perdu de la puissance, terminant 11e. Djan a réalisé un temps de 16:30.77, loin de son record sud-américain de 15:56.02. Le chef de la délégation brésilienne, Rubens Dinard, a déclaré que Djan avait "trop de responsabilité pour être écrit dans un seul test, et au moment de l'inscription, il l'avait fait. De plus, les Brésiliens avaient des problèmes avec la formation menée en hiver, où le plus refroidi, incapable de s'entraîner normalement". Djan a également participé aux Jeux panaméricains de 1975, à Mexico, où il a remporté la médaille de bronze au 400 mètres, 1 500 mètres et 4 × 200 mètres nage libre, terminant 4e au 200 mètres nage libre,,.

### Jeux olympiques d'été de 1976
Aux Jeux olympiques d'été de 1976 à Montréal, Djan Madruga a participé à deux finales, terminant à la 4e place du 400 mètres nage libre avec un temps de 3:57,18 et du 1 500 mètres nage libre où son temps était de 15:19,84. Lors de la compétition avant la finale, il est devenu le premier Brésilien à battre un record olympique en natation et le premier au monde à nager le 400 mètres nage libre aux Jeux olympiques, en moins de 4 minutes, lorsqu'il a nagé sa qualification de 400 mètres nage libre. chauffe en 3:59.62. Il a battu deux fois le record sud-américain du 400 m nage libre; dans les qualificatifs, et en finale, tandis qu'au 1 500 mètres nage libre, Djan Madruga a amélioré son meilleur temps de 36 secondes,,.
À la suite de ses succès olympiques, Djan a reçu plusieurs offres de bourses d'études dans des universités des États-Unis d'Amérique. Celles-ci représentaient une opportunité spectaculaire pour un certain nombre de raisons. Premièrement, le père de Djan Madruga avait été ingénieur à Petrobras. Par la suite, il a été contraint d'accepter un emploi de chauffeur de taxi, ce qui l'a rendu difficile de subvenir aux besoins de sa famille et d'acheter du matériel d'exercice. Il a dû envoyer ses enfants dans une école publique. Deuxièmement, la logistique de la vie quotidienne à Rio de Janeiro rendait difficile pour Djan de se rendre à son club de natation et à son université. Un temps précieux a été perdu qui aurait dû être consacré à l'entraînement, à l'étude ou au repos. Troisièmement, Djan s'entraînait seul à Fluminense, mais aux États-Unis, il s'entraînait avec des collègues au plus haut niveau, et avec un entraîneur de premier plan qui était à la pointe des connaissances en biomécanique et en physiologie. Et enfin, étudier dans une université américaine ouvrirait beaucoup plus de possibilités pour la vie professionnelle de Djan, après sa carrière d'athlétisme. Il a choisi l'Université de l'Indiana, étudiant l'éducation physique et l'entraînement avec Doc Counsilman, l'entraîneur de Mark Spitz.

### 1977–80
Djan Madruga est allé à Mission Viejo en 1977, pour s'entraîner avec le célèbre entraîneur de natation américain, Mark Schubert, où il a partagé la piscine avec le champion olympique et détenteur du record Brian Goodell.
L'année suivante, il a participé aux Championnats du monde de natation 1978 à Berlin-Ouest, où il a remporté la 6e place de sa qualificatif de la course de 1 500 mètres nage libre, mais n'a pas réussi à terminer en finale, échouant également à se qualifier pour la finale du 400 mètres nage libre. Ces piètres performances sont dues au fait que Djan a contracté une pharyngite à Bordeaux, en France, juste avant les championnats du monde. En route vers Berlin, l'équipe brésilienne de natation a fait cette escale pour s'entraîner avec l'équipe de France, et s'adapter au nouveau fuseau horaire,.
En 1979, il a participé avec succès aux Jeux panaméricains de San Juan, où il a remporté trois médailles d'argent; au 400 mètres, au 1 500 mètres et au 4 × 200 mètres nage libre. Il a également remporté trois médailles de bronze; dans le 200 mètres nage libre, le 200 mètres dos et le 4 × 100 mètres nage libre. Il a été battu au 400 mètres et au 1 500 mètres nage libre par le détenteur du record du monde Brian Goodell. Cependant, tant au 200 mètres nage libre qu'aux relais, il a battu les records sud-américains. Il a également participé à l'Universiade d'été de 1979, à Mexico, où il a remporté la médaille d'or au 400 mètres quatre nages individuel et la médaille d'argent au 200 mètres dos,,,.
À l'US Open en avril 1980 à Austin, au Texas, Djan Madruga remporte le 800 mètres nage libre et le 400 mètres quatre nages individuel, atteignant ainsi un objectif qu'il s'était fixé à Montréal en 1976, en battant le champion olympique Brian Goodell. Djan a battu le record sud-américain au 400 mètres nage libre (3:53,91), au 800 mètres nage libre (7:59,85, le deuxième meilleur de tous les temps) et au 400 mètres quatre nages (4:25,30). En reconnaissance de ses réalisations, sa photo est apparue dans Swimming World Magazine, le magazine le plus influent au monde.

### Jeux olympiques de 1980
Djan Madruga a participé aux Jeux olympiques d'été de 1980, à Moscou, où il a remporté la médaille de bronze au relais 4 × 200 mètres nage libre, avec Jorge Fernandes, Cyro Delgado et Marcus Mattioli dans un temps de 7:29.30. Il s'est qualifié pour la finale du 400 mètres nage libre en terminant 4e (3:54,15), le 400 mètres quatre nages terminant 5e (4:26,81), mais n'a pas réussi à se qualifier pour la finale du 1 500 mètres nage libre,.
Le vol de 30 heures de Los Angeles à Moscou n'a laissé que cinq jours pour s'acclimater et s'adapter au nouveau fuseau horaire, avant le début de la compétition de natation. Juste avant sa première course, le 1 500 mètres nage libre, Djan s'est accidentellement coupé le pied. Il n'a pas réussi à se qualifier, nageant 34 secondes de moins que son temps à l'US Open. Ce fut un coup dur et un choc pour ses fans brésiliens. Le relais 4 × 200 mètres libre suivait, mais les résultats de l'équipe au 200 mètres n'indiquaient pas beaucoup de chances de remporter une médaille. Mais Jorge Fernandes, Cyro Delgado et Marcus Mattioli ont tous nagé deux secondes plus vite qu'ils ne l'avaient fait dans leurs épreuves individuelles, et Djan a terminé comme un champion, tenant ses adversaires et menant l'équipe au podium olympique, pour remporter la médaille de bronze. Ils avaient nagé 7:29.30, trois secondes plus vite que les vagues et neuf secondes plus vite que le précédent record sud-américain, établi aux Jeux panaméricains de San Juan. Leur record de Moscou a duré 12 ans. Djan Madruga s'est ensuite qualifié pour la finale du 400 mètres nage libre avec le 3e meilleur temps, terminant de justesse 4e (3:54.15), à 20 centièmes du troisième. Nager dans le couloir 1 du 400 mètres quatre nages; il a terminé premier à la fin du dos, a perdu du terrain à la brasse et a tenu bon au crawl pour terminer à la 5e place (4:26,81).

### 1981–83
Aux Universiade d'été de 1981, tenues à Bucarest, Djan Madruga a remporté la médaille d'argent au 400 mètres nage libre et au 200 mètres dos. Il a également remporté la médaille de bronze au 200 mètres nage libre. Les 3 relais brésiliens (4 × 100 mètres nage libre, 4 × 200 mètres nage libre, 4 × 100 mètres quatre nages) ont également remporté le bronze ; Djan a participé au 4 × 100 mètres nage libre et au 4 × 200 mètres nage libre.
Djan Madruga a participé aux Championnats du monde de natation 1982 à Guayaquil, en Équateur, où il a terminé 7e de la finale du 4 × 200 mètres nage libre, 10e du 200 mètres dos et 12e du 400 mètres nage libre. Malheureusement, il avait concouru alors qu'il souffrait d'un grave problème de santé. Djan avait contracté la typhoïde. Ricardo Prado a critiqué leur logement et la nourriture. "L'hôtel où nous avons séjourné n'était pas très fréquenté. C'était juste en face [de] la gare routière de Guayaquil. J'ai réussi à atteindre la finale du 200 mètres quatre nages, mais j'étais faible parce que la nourriture y était mauvaise, et j'ai terminé la course à la huitième place." Prado est rentré chez lui avec de l'or dans le cou et une grosse mycose au ventre,.
Djan était assez bien pour participer aux Jeux panaméricains de 1983, à Caracas, au Venezuela, où il a remporté l'argent aux épreuves 4 × 100 mètres nage libre et de 4 × 200 mètres nage libre.

### Jeux olympiques d'été de 1984
Djan Madruga a participé à ses troisièmes Jeux olympiques, les Jeux olympiques d'été de 1984 à Los Angeles où il a terminé 9e du 4 × 200 mètres nage libre, 10e du  4 × 100 mètres nage libre et 12e du 200 mètres dos événements,.

## Marques et enregistrements
Djan Madruga était l'un des plus grands nageurs de l'histoire du Brésil. C'était un des premiers prodiges; à 15 ans participant aux Championnats d'Amérique du Sud et à l'US Open en 1973 et 1974, il commence sa domination des épreuves de longue distance sur le continent sud-américain. En août 1974, il est devenu le détenteur du record sud-américain du 400 mètres, 800 mètres et 1 500 mètres nage libre lors d'une compétition à Ottawa, Ontario, Canada. En avril 1975, il franchit la barre des 16 minutes au 1 500 mètres nage libre de la Copa America à Las Palmas. À 16 ans, il était le détenteur des records sud-américains du 200 mètres, du 400 mètres, du 800 mètres et du 1 500 mètres nage libre. En 1979, Djan Magruga est devenu le seul et unique nageur brésilien à détenir simultanément les records de toutes les distances nage libre du 100 au 1 500 mètres. Il a également détenu les records sud-américains du 200 mètres dos, du 200 mètres quatre nages et du 400 mètres quatre nages, ainsi que le record brésilien du 200 mètres papillon,,.
Djan Madruga a été le premier sud-américain à nager le 1 500 mètres nage libre en moins de 16 minutes (1975), le 800 mètres nage libre en moins de 8 minutes (1980) et le 400 mètres nage libre en moins de 4 minutes (1976).
Il a été le premier Brésilien à battre un record olympique en natation, avec un temps de 3:59,62 lors des séries éliminatoires du 400 mètres nage libre, à Montréal en 1976,.
En avril 1980, alors qu'il s'entraîne avec l'équipe des États-Unis, il bat le record sud-américain du 800 mètres nage libre avec un temps de 7:59.85, le deuxième nageur de l'histoire à franchir la barrière des 8 minutes, après Vladimir Salnikov, le détenteur du record du monde. Ce record a duré 29 ans. Il a été cassé en 2009 par Luiz Arapiraca portant une super combinaison de nouvelle technologie fabriquée par Jaked en Italie. En conséquence, Djan Madruga a offert une récompense de 5 000,00 $ à quiconque pourrait battre ce record sans porter de super-costume,.
Djan Madruga a également détenu le record sud-américain du 1 500 mètres nage libre pendant 19 ans à partir de 1976, jusqu'à ce que Luiz Lima le batte en 1995, et le record sud-américain du 400 mètres nage libre pendant 17 ans, à partir d'avril 1980 jusqu'à ce qu'il soit égalé par Luiz Lima en 1997. Il a battu sept fois le record sud-américain du 400 mètres nage libre,,.

## Après la natation professionnelle
Entre 1983 et 1987, Djan Madruga était un triathlète professionnel. Pendant ce temps, il a remporté les titres suivants : deux fois champion brésilien de demi-fond, vice-champion aux États-Unis dans la distance olympique et champion du triathlon international, Sendai, Japon. Il a participé à l'Ironman d'Hawaï en 1984, où il a battu le record de l'étape de natation (3,8 km), terminant 126e sur 1500 concurrents. En 1990, il revient nager dans la catégorie des maîtres, remportant 12 titres mondiaux et battant trois records du monde.
Pendant deux ans, il a été secrétaire national des sports du gouvernement fédéral du Brésil avec une responsabilité particulière pour le programme Bolsa-Atleta. Il a également participé à la campagne pour amener les Jeux olympiques d'été de 2016 à Rio de Janeiro, lorsqu'il a aidé à la planification et aux présentations faites au Comité international olympique.
Djan Madruga possède une académie de natation à Rio de Janeiro construite dans les années 1990 dans le quartier Recreio dos Bandeirantes.